# 심원권 일기
심원권 일기(沈遠權 日記)는 현재의 대한민국 울산 지방에 거주하였던 심원권(1850-1933)이 1870년부터 1933년까지 거의 매일 쓴 일기로 한국토지주택공사 토지주택박물관에 소장되어 있다. 2018년 12월 20일 경상남도의 유형문화재 제642호로 지정되었다.

## 지정 사유
심원권 일기는 울산지방에 거주하였던 심원권(1850-1933)이 1870년부터 1933년까지 거의 매일 쓴 일기로서 특히 5일에서 10일 간격으로 쌀값을 비롯한 각종 물가가 규칙적으로 장기적으로 제시된 점에서 현존하는 물가사 자료 중에서 가장 규칙적인 통계를 제공하는 자료이다.
물가 외에도 기후, 농업, 의례, 관청 출입 등에 대한 여러 가지 정보도 제공하고 있는 당시 생활상을 이해하는 데 중요한 자료이므로 “경상남도 유형문화재”로 지정한다.

## 참고 문헌
- 심원권 일기 - 국가유산청 국가유산포털